# Grande Prêmio da Espanha de 2024
O Grande Prêmio da Espanha de 2024 (formalmente denominado Formula 1 Aramco Gran Premio de España 2024) foi a 10.ª etapa do Campeonato Mundial de Fórmula 1 de 2024. disputada em 23 de junho de 2024 no Circuito de Barcelona-Catalunha, Montmeló, Espanha. Foi vencida por Max Verstappen, da Red Bull, com Lando Norris, da McLaren, em segundo e Lewis Hamilton, da Mercedes, em terceiro.

## Resumo
Max Verstappen correu nessa e em mais cinco etapas da temporada com um capacete especial que homenageava sua torcida, o "exército laranja". O capacete tem a cor alaranjada como predominante, e alguns detalhes em branco.
Primeira pole position no ano para Lando Norris e McLaren, a última tinha sido no Grande Prêmio da Rússia de 2021. Ele foi ultrapassado por Verstappen, que tinha largado em segundo, e o neerlandês ainda tomou a posição de George Russell, que tinha se aproveitado da disputa entre Verstappen e Norris para levar vantagem. Mas Max teve que lidar com a pressão do piloto da McLaren durante as voltas finais. Mesmo assim, Verstappen venceu pela sexta vez na temporada.
198° Pódio de Lewis Hamilton e o primeiro no ano, o último foi no Grande Prêmio da Cidade do México de 2023. Lando Norris, o segundo colocado, também fez a volta mais rápida da prova, e seu resultado permitiu que o britânico ultrapassasse Charles Leclerc para assumir a vice-liderança do campeonato.

## Resultados

### Treino classificatório
| Pos.                | N° | Piloto           | Construtor                 | Tempos classificatórios | Tempos classificatórios | Tempos classificatórios | Final grid |
| Pos.                | N° | Piloto           | Construtor                 | Q1                      | Q2                      | Q3                      | Final grid |
| ------------------- | -- | ---------------- | -------------------------- | ----------------------- | ----------------------- | ----------------------- | ---------- |
| 1                   | 4  | Lando Norris     | McLaren-Mercedes           | 1:12.386                | 1:11.872                | 1:11.383                | 1          |
| 2                   | 1  | Max Verstappen   | Red Bull Racing-Honda RBPT | 1:12.306                | 1:11.653                | 1:11.403                | 2          |
| 3                   | 44 | Lewis Hamilton   | Mercedes                   | 1:12.143                | 1:11.792                | 1:11.701                | 3          |
| 4                   | 63 | George Russell   | Mercedes                   | 1:12.456                | 1:11.812                | 1:11.703                | 4          |
| 5                   | 16 | Charles Leclerc  | Ferrari                    | 1:12.257                | 1:12.038                | 1:11.731                | 5          |
| 6                   | 55 | Carlos Sainz Jr. | Ferrari                    | 1:12.403                | 1:11.874                | 1:11.736                | 6          |
| 7                   | 10 | Pierre Gasly     | Alpine-Renault             | 1:12.651                | 1:12.079                | 1:11.857                | 7          |
| 8                   | 11 | Sergio Pérez     | Red Bull Racing-Honda RBPT | 1:12.477                | 1:12.054                | 1:12.061                | 111        |
| 9                   | 31 | Esteban Ocon     | Alpine-Renault             | 1:12.691                | 1:12.109                | 1:12.125                | 8          |
| 10                  | 81 | Oscar Piastri    | McLaren-Mercedes           | 1:12.460                | 1:12.011                | No time                 | 9          |
| 11                  | 14 | Fernando Alonso  | Aston Martin-Mercedes      | 1:12.505                | 1:12.128                | N/A                     | 10         |
| 12                  | 77 | Valtteri Bottas  | Kick Sauber-Ferrari        | 1:12.758                | 1:12.227                | N/A                     | 12         |
| 13                  | 27 | Nico Hülkenberg  | Haas-Ferrari               | 1:12.708                | 1:12.310                | N/A                     | 13         |
| 14                  | 18 | Lance Stroll     | Aston Martin-Mercedes      | 1:12.881                | 1:12.372                | N/A                     | 14         |
| 15                  | 24 | Zhou Guanyu      | Kick Sauber-Ferrari        | 1:12.880                | 1:12.738                | N/A                     | 15         |
| 16                  | 20 | Kevin Magnussen  | Haas-Ferrari               | 1:12.937                | N/A                     | N/A                     | 16         |
| 17                  | 22 | Yuki Tsunoda     | RB-Honda RBPT              | 1:12.985                | N/A                     | N/A                     | 17         |
| 18                  | 3  | Daniel Ricciardo | RB-Honda RBPT              | 1:13.075                | N/A                     | N/A                     | 18         |
| 19                  | 23 | Alexander Albon  | Williams-Mercedes          | 1:13.153                | N/A                     | N/A                     | PL2        |
| 20                  | 2  | Logan Sargeant   | Williams-Mercedes          | 1:13.509                | N/A                     | N/A                     | 193        |
| 107% time: 1:17.193 |    |                  |                            |                         |                         |                         |            |
| Fontes:             |    |                  |                            |                         |                         |                         |            |

Notas
- ↑1  – Sergio Pérez recebeu uma penalidade de três posições no grid por não ter saído da pista com sérias dificuldades mecânicas após danificar significativamente a asa traseira no Grande Prêmio do Canadá de 2024 Gp anterior.
- ↑2  – Alexander Albon qualificou-se em 19º, mas foi obrigado a iniciar a corrida no pit lane devido a alterações na unidade de potência feitas durante o parque fechado.
- ↑3  – Logan Sargeant recebeu uma penalidade de três posições no grid por impedir Lance Stroll no Q1. Ele ganhou uma posição quando Alexander Albon iniciou a corrida no pit lane.[7]

### Corrida
| Pos.                                                                     | N° | Piloto           | Construtor                 | Voltas | Tempo/Retirada | Grid | Pontos |
| ------------------------------------------------------------------------ | -- | ---------------- | -------------------------- | ------ | -------------- | ---- | ------ |
| 1                                                                        | 1  | Max Verstappen   | Red Bull Racing-Honda RBPT | 66     | 1:28:20.227    | 2    | 25     |
| 2                                                                        | 4  | Lando Norris     | McLaren-Mercedes           | 66     | +2.219         | 1    | 191    |
| 3                                                                        | 44 | Lewis Hamilton   | Mercedes                   | 66     | +17.790        | 3    | 15     |
| 4                                                                        | 63 | George Russell   | Mercedes                   | 66     | +22.320        | 4    | 12     |
| 5                                                                        | 16 | Charles Leclerc  | Ferrari                    | 66     | +22.709        | 5    | 10     |
| 6                                                                        | 55 | Carlos Sainz Jr. | Ferrari                    | 66     | +31.028        | 6    | 8      |
| 7                                                                        | 81 | Oscar Piastri    | McLaren-Mercedes           | 66     | +33.760        | 9    | 6      |
| 8                                                                        | 11 | Sergio Pérez     | Red Bull Racing-Honda RBPT | 66     | +59.524        | 11   | 4      |
| 9                                                                        | 10 | Pierre Gasly     | Alpine-Renault             | 66     | +1:02.025      | 7    | 2      |
| 10                                                                       | 31 | Esteban Ocon     | Alpine-Renault             | 66     | +1:11.889      | 8    | 1      |
| 11                                                                       | 27 | Nico Hülkenberg  | Haas-Ferrari               | 66     | +1:19.2152     | 13   |        |
| 12                                                                       | 14 | Fernando Alonso  | Aston Martin-Mercedes      | 65     | +1 lap         | 10   |        |
| 13                                                                       | 24 | Zhou Guanyu      | Kick Sauber-Ferrari        | 65     | +1 lap         | 15   |        |
| 14                                                                       | 18 | Lance Stroll     | Aston Martin-Mercedes      | 65     | +1 lap         | 14   |        |
| 15                                                                       | 3  | Daniel Ricciardo | RB-Honda RBPT              | 65     | +1 lap         | 18   |        |
| 16                                                                       | 77 | Valtteri Bottas  | Kick Sauber-Ferrari        | 65     | +1 lap         | 12   |        |
| 17                                                                       | 20 | Kevin Magnussen  | Haas-Ferrari               | 65     | +1 lap         | 16   |        |
| 18                                                                       | 23 | Alexander Albon  | Williams-Mercedes          | 65     | +1 lap         | PL   |        |
| 19                                                                       | 22 | Yuki Tsunoda     | RB-Honda RBPT              | 65     | +1 lap2        | 17   |        |
| 20                                                                       | 2  | Logan Sargeant   | Williams-Mercedes          | 64     | +2 laps        | 19   |        |
| Volta Mais Rápida: Lando Norris (McLaren-Mercedes) – 1:17.115 (volta 51) |    |                  |                            |        |                |      |        |
| Fontes:                                                                  |    |                  |                            |        |                |      |        |

Notas
- ↑1  – Inclui um ponto pela volta mais rápida.[9]
- ↑2  – Nico Hülkenberg e Yuki Tsunoda ambos receberam uma penalidade de cinco segundos por excesso de velocidade no pit lane. Suas posições finais não foram afetadas pelas penalidades.[8]

## Tabela do campeonato após a corrida
|        | Pos. | Piloto           | Pontos |
| ------ | ---- | ---------------- | ------ |
|        | 1    | Max Verstappen   | 219    |
| 1      | 2    | Lando Norris     | 150    |
| 1      | 3    | Charles Leclerc  | 148    |
|        | 4    | Carlos Sainz Jr. | 116    |
|        | 5    | Sergio Pérez     | 111    |
| Fonte: |      |                  |        |

|        | Pos. | Construtor                 | Pontos |
| ------ | ---- | -------------------------- | ------ |
|        | 1    | Red Bull Racing-Honda RBPT | 330    |
|        | 2    | Ferrari                    | 270    |
|        | 3    | McLaren-Mercedes           | 237    |
|        | 4    | Mercedes                   | 151    |
|        | 5    | Aston Martin-Mercedes      | 58     |
| Fonte: |      |                            |        |

- Nota: Apenas as cinco primeiras posições estão incluídas em ambos os conjuntos de classificação.